# Championnat du Luxembourg de football 2000-2001
Navigation
Saison précédente Saison suivante
La saison 2000-2001 du Championnat du Luxembourg de football est la 87e édition du championnat de première division au Luxembourg. Les douze meilleurs clubs du pays se retrouvent au sein d'une poule unique, la Division Nationale, où ils s'affrontent deux fois, à domicile et à l'extérieur. À l'issue du championnat, les quatre premiers disputent une poule pour le titre tandis que les huit derniers disputent la phase de relégation : les huit clubs sont répartis en deux poules de quatre et se rencontrent deux fois, le dernier de chaque poule est relégué en D2.
C'est le F91 Dudelange, champion en titre, qui remporte la compétition en terminant en tête de la première phase puis en tête de la poule pour le titre. C'est le 2e titre de champion du Luxembourg de l'histoire du club après celui gagné la saison précédente.

## Les 12 clubs participants
| - F91 Dudelange - CS Grevenmacher - Etzella Ettelbruck - Promu de Division d'Honneur - CS Hobscheid - Sporting Mertzig - Jeunesse d'Esch | - Union Luxembourg - US Rumelange - FC Rodange 91 - Promu de Division d'Honneur - FC Avenir Beggen - FC Mondercange - FC Wiltz 71 |

## Compétition

### Première phase
Le barème utilisé pour établir le classement est le suivant :
- Victoire : 3 points
- Match nul : 1 point
- Défaite : 0 point

| Rang | Équipe                     | Pts | J  | G  | N  | P  | Bp | Bc | Diff |
| ---- | -------------------------- | --- | -- | -- | -- | -- | -- | -- | ---- |
| 1    | F91 Dudelange (T)          | 51  | 22 | 16 | 3  | 3  | 46 | 20 | +26  |
| 2    | CS Grevenmacher            | 49  | 22 | 15 | 4  | 3  | 46 | 12 | +34  |
| 3    | Etzella Ettelbruck (P) (C) | 39  | 22 | 11 | 6  | 5  | 45 | 32 | +13  |
| 4    | CS Hobscheid               | 39  | 22 | 12 | 3  | 7  | 41 | 31 | +10  |
| 5    | Sporting Mertzig           | 32  | 22 | 9  | 5  | 8  | 60 | 43 | +17  |
| 6    | Jeunesse d'Esch            | 30  | 22 | 9  | 3  | 10 | 37 | 29 | +8   |
| 7    | Union Luxembourg           | 25  | 22 | 5  | 10 | 7  | 28 | 30 | -2   |
| 8    | US Rumelange               | 24  | 22 | 6  | 6  | 10 | 28 | 44 | -16  |
| 9    | FC Rodange 91 (P)          | 24  | 22 | 7  | 3  | 12 | 33 | 57 | -24  |
| 10   | FC Avenir Beggen           | 23  | 22 | 6  | 5  | 11 | 31 | 50 | -19  |
| 11   | FC Mondercange             | 17  | 22 | 4  | 5  | 13 | 23 | 47 | -24  |
| 12   | FC Wiltz 71                | 15  | 22 | 4  | 3  | 15 | 30 | 53 | -23  |

|  | Qualification pour la poule pour le titre                                                        |
|  | Participation à la poule de relégation                                                           |
|  | (T) : Tenant du titre (C) : Vainqueur de la Coupe du Luxembourg (P) : Promu de deuxième division |

### Deuxième phase

#### Poule pour le titre
Les 4 premiers du classement à l'issue de la première phase se disputent le titre national. Les formations rencontrent à nouveau 2 fois leurs adversaires, à domicile et à l'extérieur, en démarrant cette deuxième phase avec la totalité des points acquis en première phase.
| Rang | Équipe                     | Pts | J  | G  | N | P  | Bp | Bc | Diff |
| ---- | -------------------------- | --- | -- | -- | - | -- | -- | -- | ---- |
| 1    | F91 Dudelange (T)          | 63  | 28 | 19 | 6 | 3  | 57 | 26 | +31  |
| 2    | CS Grevenmacher            | 59  | 28 | 18 | 5 | 5  | 59 | 19 | +40  |
| 3    | CS Hobscheid               | 46  | 28 | 14 | 4 | 10 | 53 | 44 | +9   |
| 4    | Etzella Ettelbruck (P) (C) | 43  | 28 | 12 | 7 | 9  | 51 | 48 | +3   |

|  | Qualification pour la Ligue des clubs champions 2001-2002                                        |
|  | Qualification pour la Coupe UEFA 2001-2002                                                       |
|  | Qualification pour la Coupe Intertoto 2001                                                       |
|  | (T) : Tenant du titre (C) : Vainqueur de la Coupe du Luxembourg (P) : Promu de deuxième division |

#### Poules de relégation
Les 8 autres clubs, non concernés par la poule pour le titre, disputent les poules de relégation. Répartis en 2 poules de 4, ils rencontrent 2 fois (à domicile et à l'extérieur) les 3 autres équipes de la poule. Le dernier club de chaque poule est directement relégué en Division d'Honneur.

##### Poule 1
| Rang | Équipe            | Pts | J  | G  | N  | P  | Bp | Bc | Diff |
| ---- | ----------------- | --- | -- | -- | -- | -- | -- | -- | ---- |
| 1    | Sporting Mertzig  | 42  | 28 | 12 | 6  | 10 | 72 | 50 | +22  |
| 2    | Union Luxembourg  | 33  | 28 | 7  | 12 | 9  | 35 | 37 | -2   |
| 3    | FC Mondercange    | 29  | 28 | 8  | 5  | 15 | 32 | 54 | -22  |
| 4    | FC Rodange 91 (P) | 28  | 28 | 8  | 4  | 16 | 36 | 67 | -31  |

|  | Relégation en Division d'Honneur |
|  | (P) : Promu de deuxième division |

##### Poule 2
| Rang | Équipe           | Pts | J  | G  | N | P  | Bp | Bc | Diff |
| ---- | ---------------- | --- | -- | -- | - | -- | -- | -- | ---- |
| 1    | Jeunesse d'Esch  | 45  | 28 | 14 | 3 | 11 | 52 | 35 | +17  |
| 2    | FC Avenir Beggen | 36  | 28 | 10 | 6 | 12 | 45 | 55 | -10  |
| 3    | US Rumelange     | 26  | 28 | 6  | 8 | 14 | 31 | 56 | -25  |
| 4    | FC Wiltz 71      | 19  | 28 | 5  | 4 | 19 | 35 | 67 | -32  |

|  | Relégation en Division d'Honneur |
|  | (P) : Promu de deuxième division |

## Bilan de la saison
| Championnat du Luxembourg de football 2000-2001                 |                          |
| Champion                                                        | F91 Dudelange (2e titre) |
| Coupes et trophées                                              |                          |
| Vainqueur de la Coupe du Luxembourg 2000-2001                   | Etzella Ettelbruck       |
| Qualifications continentales                                    |                          |
| Ligue des clubs champions 2001-2002 (1er tour de qualification) | F91 Dudelange            |
| Coupe UEFA 2001-2002                                            | Etzella Ettelbruck       |
| Coupe UEFA 2001-2002                                            | CS Grevenmacher          |
| Coupe Intertoto 2001                                            | CS Grevenmacher          |
| Coupe Intertoto 2001                                            | CS Hobscheid             |
| Promotions et relégations                                       |                          |
| Promus en Division Nationale                                    | Progrès Niedercorn       |
| Promus en Division Nationale                                    | Swift Hesperange         |
| Relégués en Division d'Honneur                                  | FC Rodange 91            |
| Relégués en Division d'Honneur                                  | FC Wiltz 71              |